# 鱼子酱

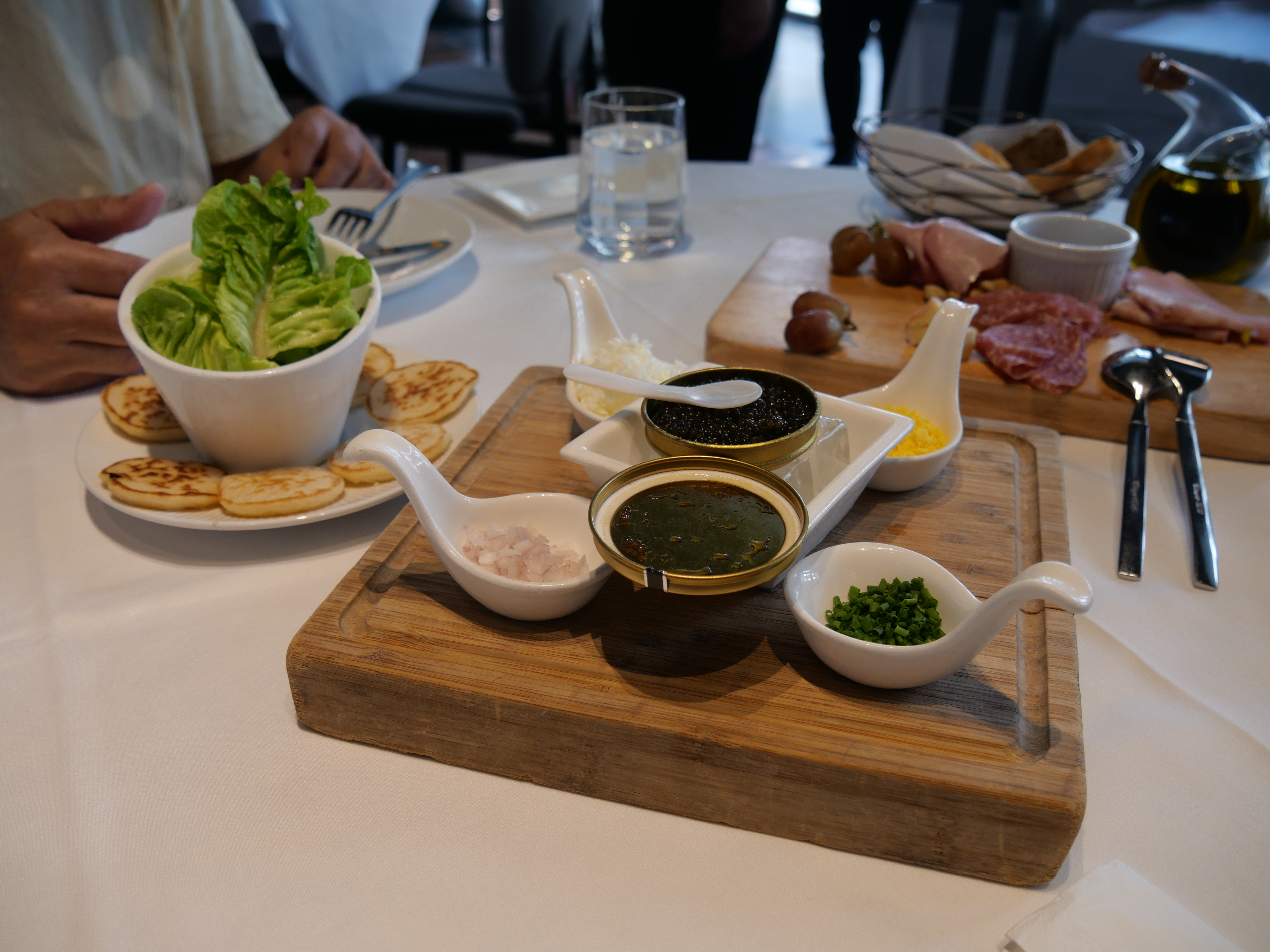
魚子醬

鱼子酱（俄语：чёрная икра）是用鱘魚的鱼卵制成的抹酱，與松露和肥肝並稱為「西方三大珍馐」。世界上的大多數魚子醬都產自俄罗斯和伊朗兩國，其中尤以俄羅斯為最多，但是魚子醬經常被使用在法國菜上，而不是俄羅斯菜和伊朗菜。

## 定義
雖然几乎所有种类的鱼卵都可被做成鱼子酱，但嚴格來說以鱘科的卵製成的才是魚子醬。傳統上最上等的鱼子酱是产自欧洲鳇的贝鲁嘉鱼子酱，而阿斯特拉鱼子酱和塞夫鲁加鱼子酱僅次之，鱼子酱可以放入汤中或夹面包来吃，單點则多以小圓煎餅與發泡鮮奶油作搭配。
日本料理中也经常用鱼子酱制作寿司等，但是和西方魚子醬完全不同，名稱也不叫魚子醬，而是“鮭魚卵”和“鯡魚卵”，顏色橘紅鮮艷並帶有濃厚醃漬醋味。

## 各國的魚子醬
因为俄罗斯和伊朗靠近裏海，历史上两国出产的上等鱼子酱一度占全世界市场的95%；此外俄罗斯与中国交界处的阿穆尔河（黑龙江）中生活着达氏鳇，也能出产鱼子酱。在中国黑龙江省和浙江省，鱼子酱产业是新兴的高附加值产业。苏联解体后，鱼子酱生产的限制一度被放开，市场欣欣向荣，但在短短十年间，过度捕捞又使野生鲟鱼在 2000 年成为濒危物种，野生鲟鱼的捕捞又再次受到限制。
中国大陆生产的鱼子酱份额达到市场份额的35%，并且来自浙江千岛湖的卡露伽鱼子酱（“卡露伽”为达氏鳇英文名Kaluga的音译）成为了世界上最昂贵的鱼子酱。
英文中的Caviar有時也不會單指魚子醬，有時也會指由各種東西或液體製成的，形似魚子醬的東西；像是咖啡魚子醬或是墨魚汁魚子醬。

## 圖集

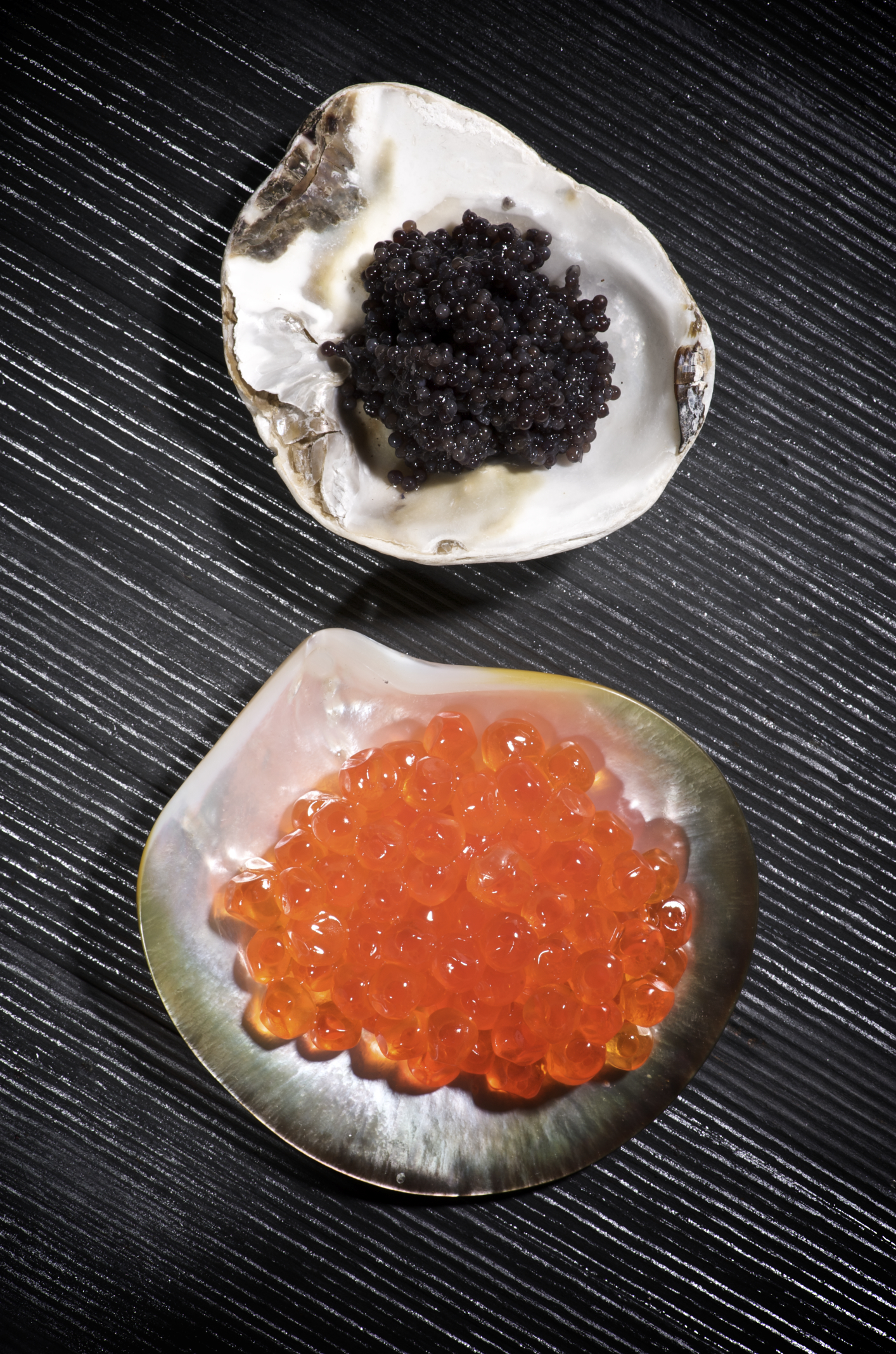
鱘魚卵（上）與鮭魚卵（下）
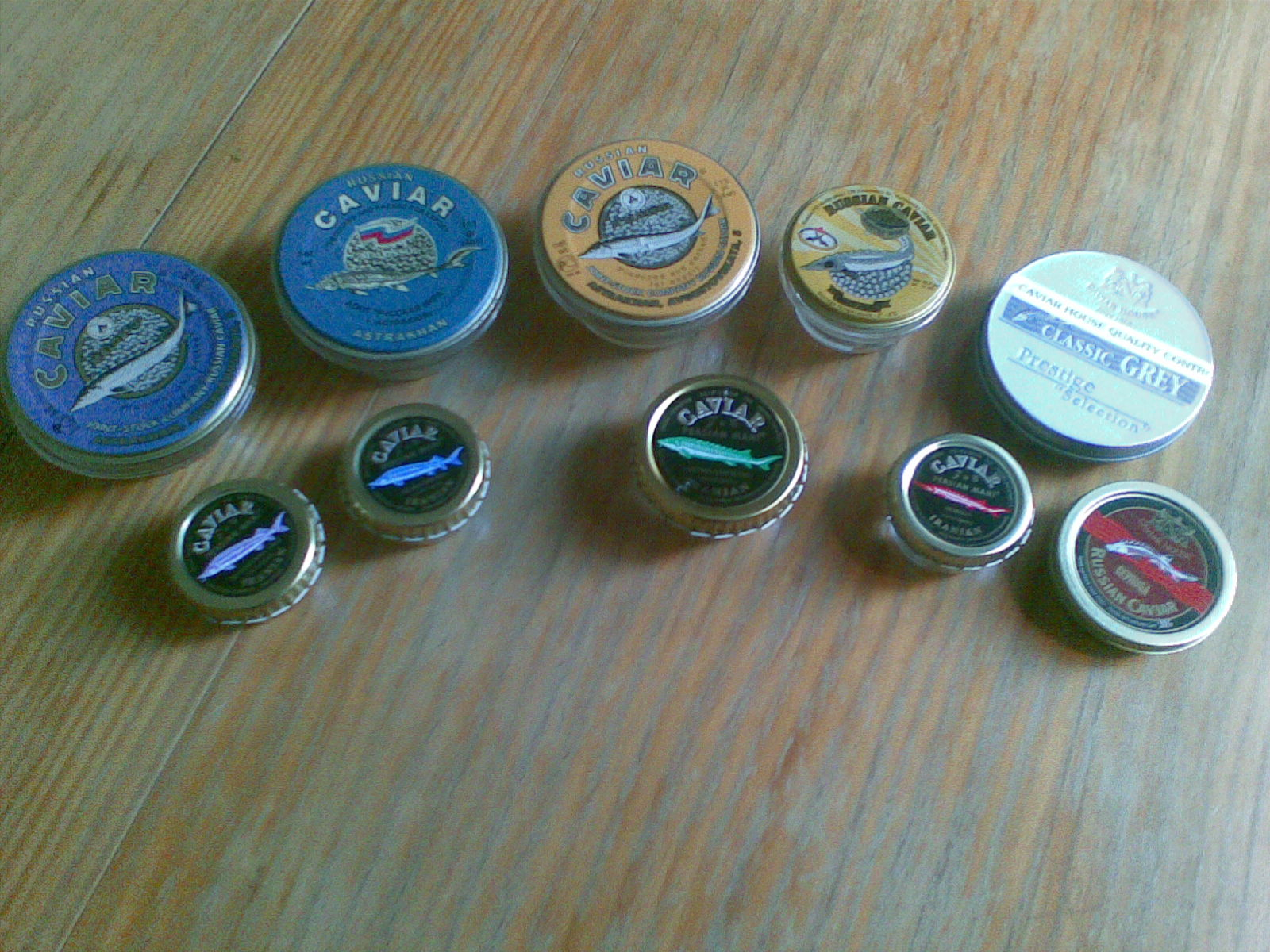
各廠牌的魚子醬
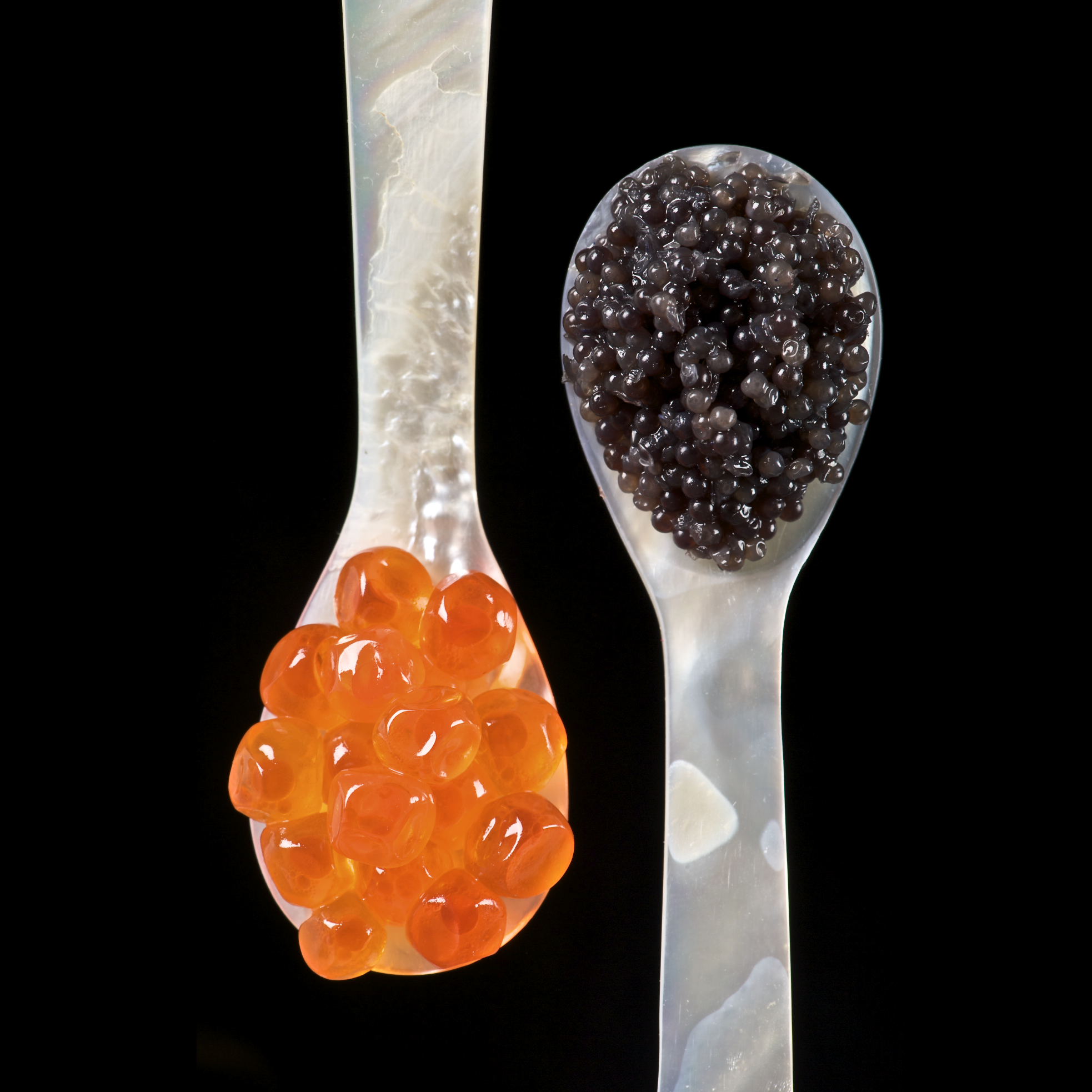
珍珠母製造的魚子醬專用匙
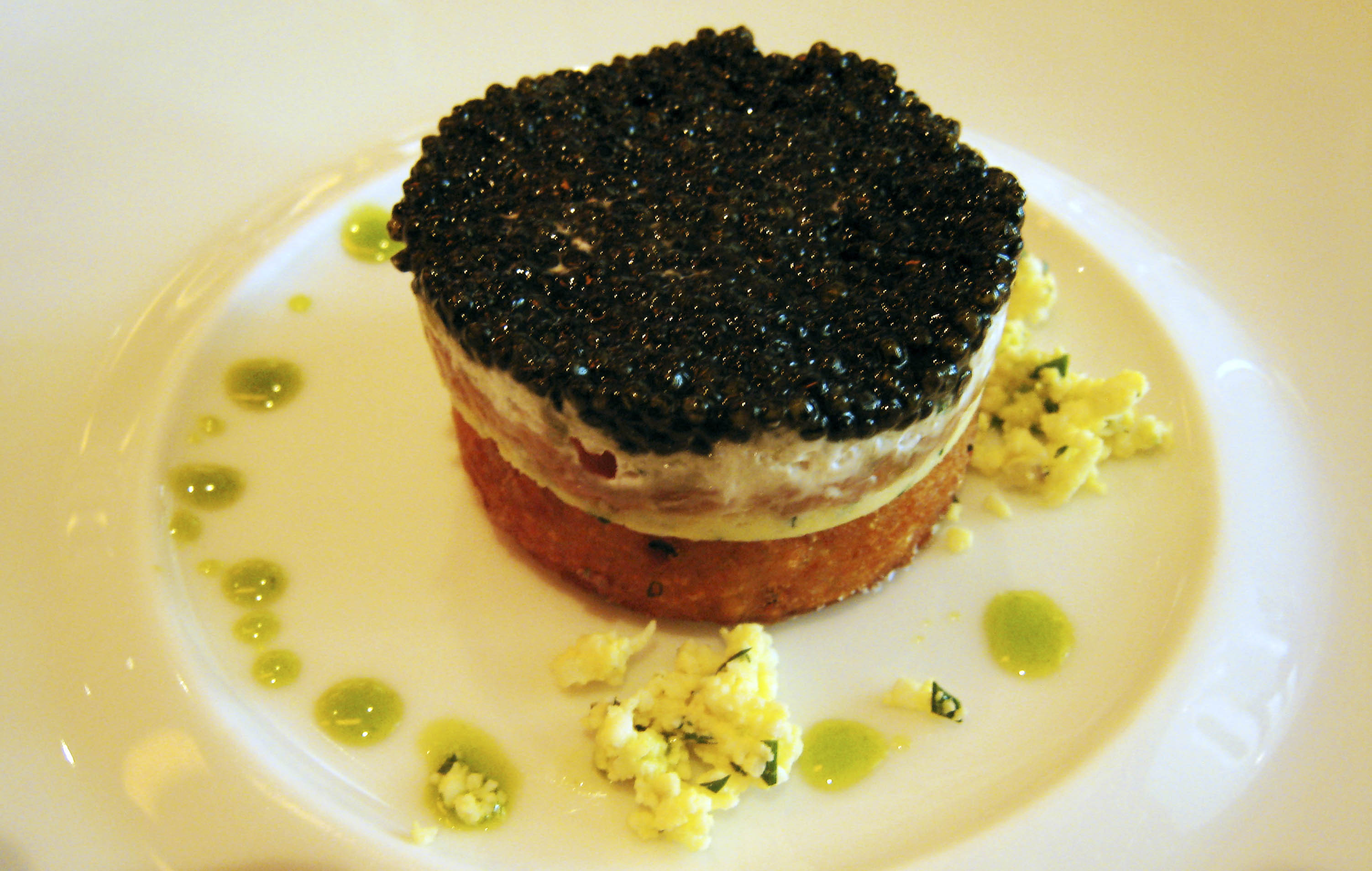
魚子醬鮮奶油鮭魚馬鈴薯可樂餅（Osetra caviar, Salmon Crème fraîche, Potato shallot croquette）
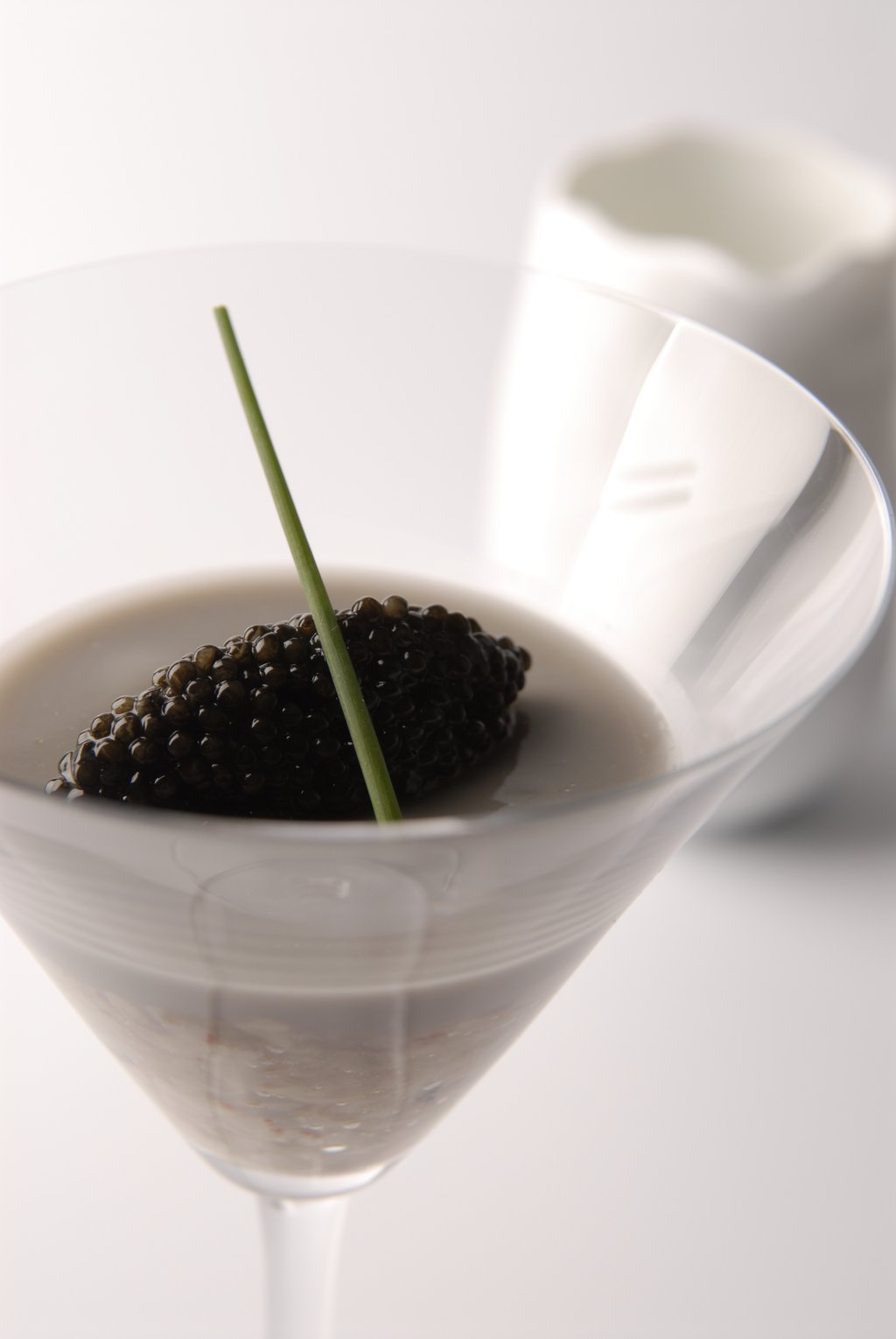
韃靼牡蠣魚子醬（Tartare huitre caviar）
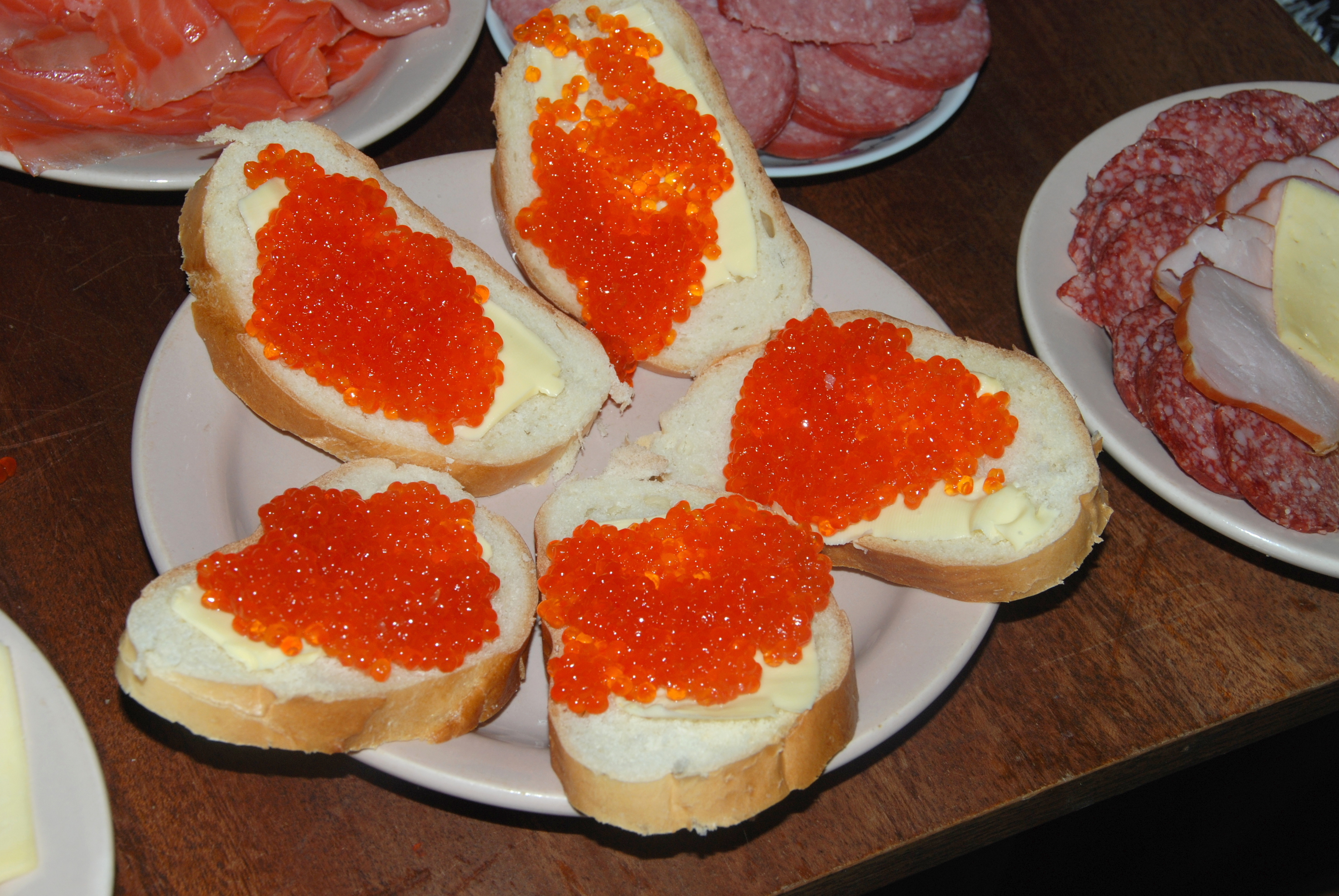
鱒鱼卵與麵包
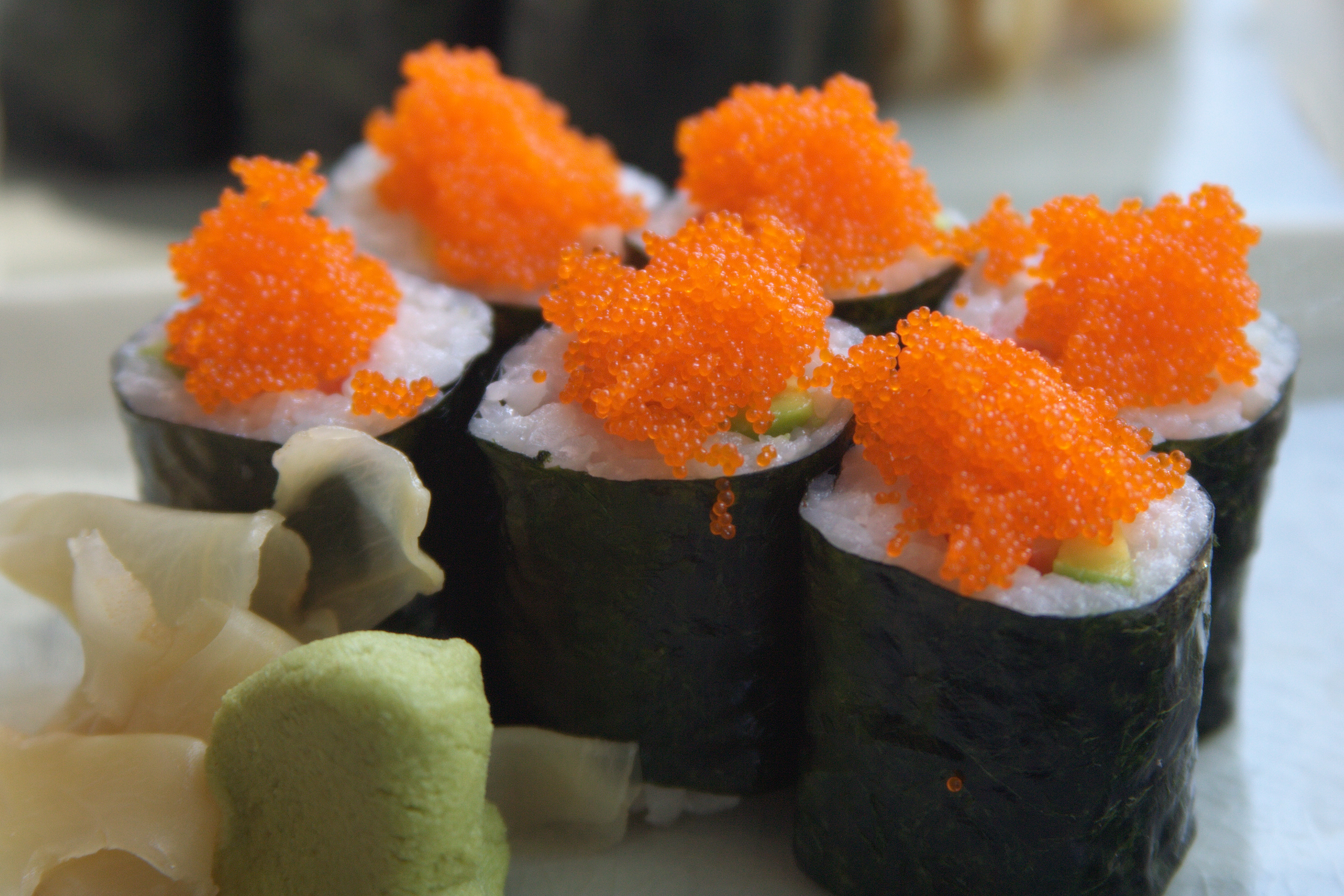
飛魚卵
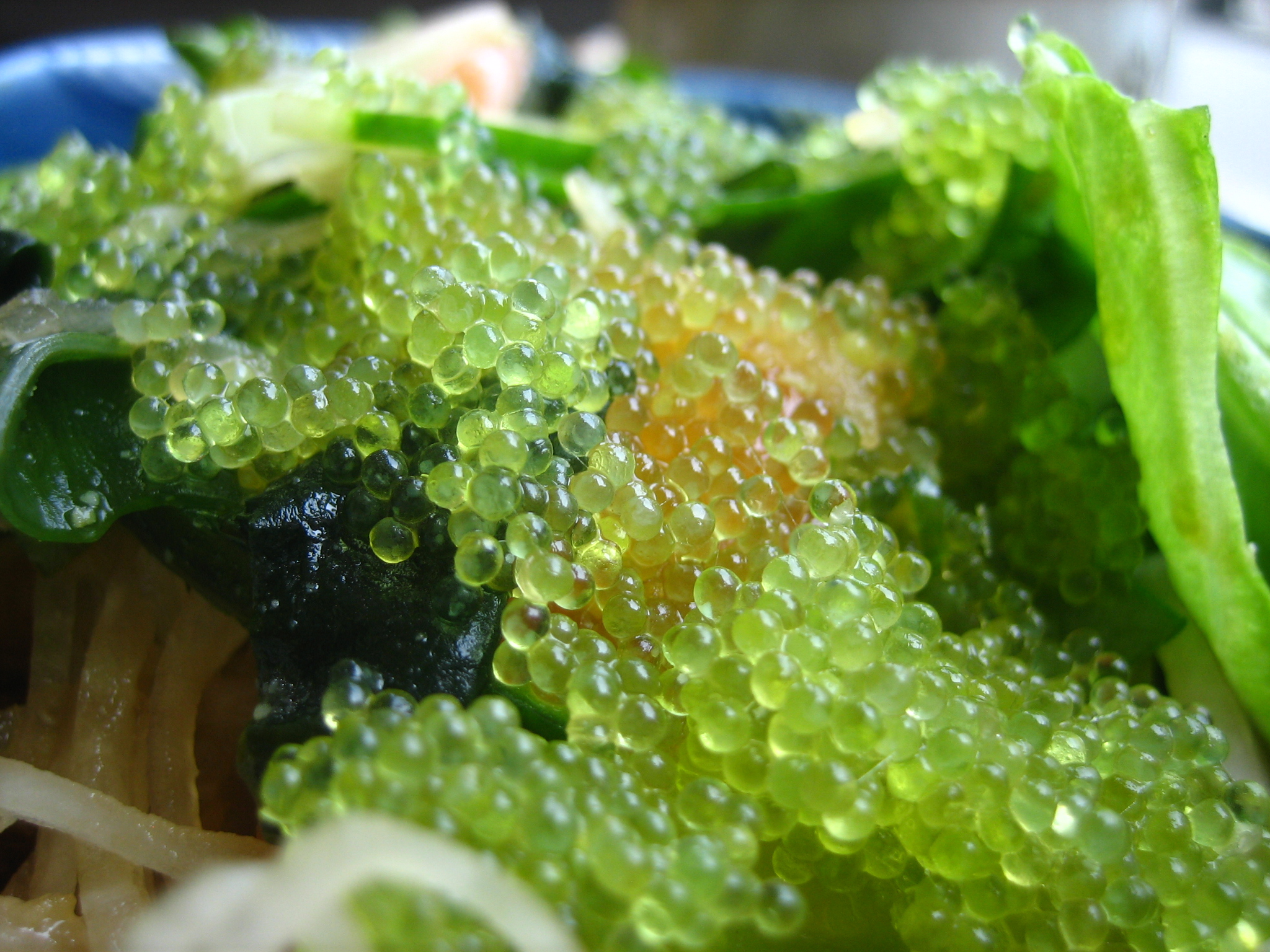
綠色飛魚卵
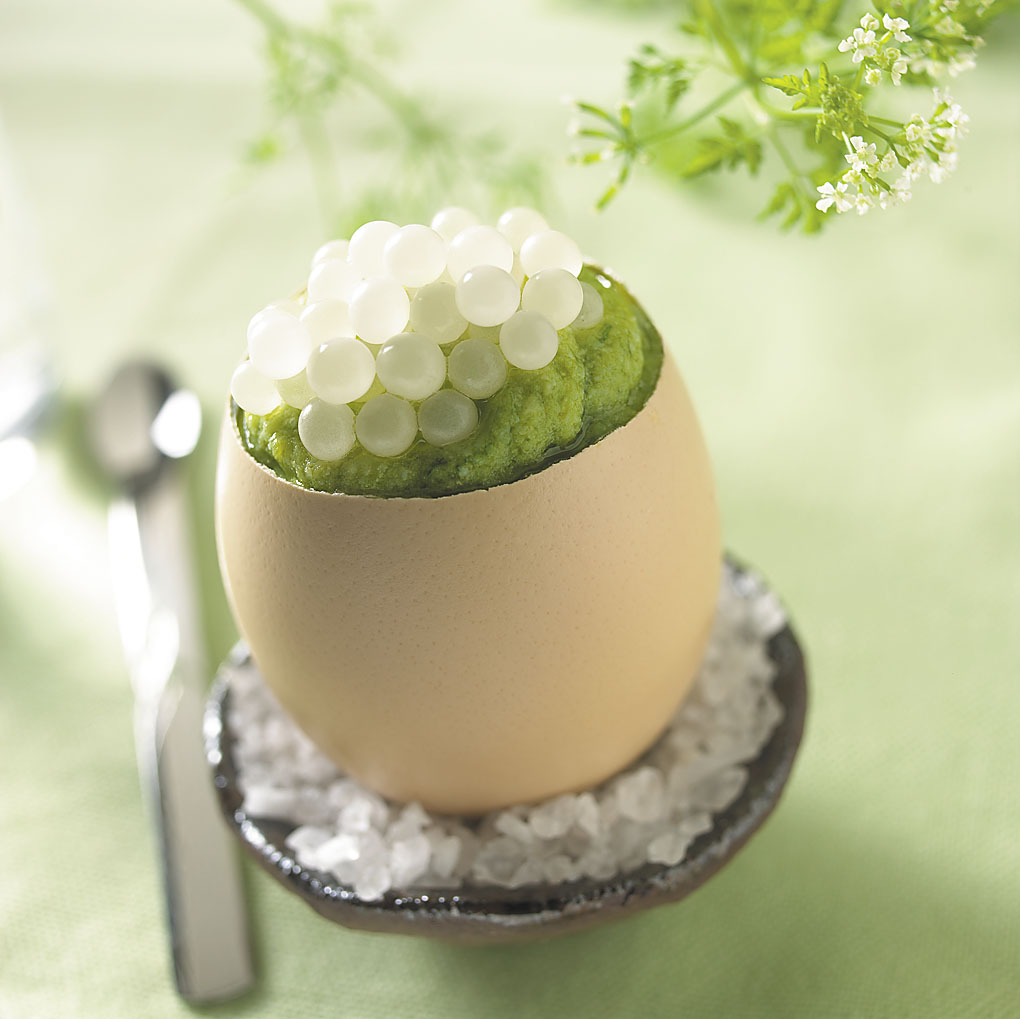
蝸牛卵